# Chalutier armé de la Royal Navy
Il s'agit d'un compte rendu des chalutiers armés, construits à cet effet ou réquisitionnés, exploités par la Royal Navy (RN) principalement pendant la Première et la Seconde Guerre mondiale.
Les navires construits à cet effet selon les spécifications de l'Amirauté pour l'usage par la Royal Navy étaient connus sous le nom de Admiralty trawlers (chalutiers de l'Amirauté). Tous les chalutiers exploités par la Royal Navy, quelle que soit leur origine, ont généralement reçu le préfixe HMT, qui signifie "His Majesty's Trawler" (Le chalutier de Sa Majesté).

## Inventaires

### Première Guerre mondiale
| Classe | Constructeur | Dates | Construit | Perdu | Déplacement (tonnes) | Longueur (feet) | Puissance (ihp) | Vitesse (kts) | Équipage | Armement          |
| ------ | ------------ | ----- | --------- | ----- | -------------------- | --------------- | --------------- | ------------- | -------- | ----------------- |
| Mersey | Cochrane     |       | 112       |       | 438                  | 148             | 600             | 11            | 20       | 2 canons de 76 mm |
| Castle | Smith's Dock |       | 145       |       | 360                  |                 |                 |               | 18       |                   |
| Strath | Hall Russell |       | 167       |       | 311                  |                 |                 |               | 18       |                   |

### Seconde Guerre mondiale
| Classe        | Constructeur                                                                     | Dates | Construit | Perdu | Déplacement (tonnes) | Longueur (feet) | Puissance (ihp) | Vitesse (kts) | Équipage | Armement                                                        |
| ------------- | -------------------------------------------------------------------------------- | ----- | --------- | ----- | -------------------- | --------------- | --------------- | ------------- | -------- | --------------------------------------------------------------- |
| Basset        |                                                                                  |       | 18        | -     | 460                  |                 |                 | 12            | 33       | Canon de 76 mm                                                  |
| Tree          |                                                                                  |       | 20        | 6     | 530                  | 164             | 850             | 11.5          | 35       | Canon de 12 livres (76 mm), 2x12,7 mm, 2 mitrailleuses jumelées |
| Dance         |                                                                                  |       | 20        | 1     | 530                  | 161             | 850             | 11.5          | 35       | Canon de 102 mm, 3x20mm                                         |
| Shakespearian |                                                                                  |       | 12        | 3     | 545                  | 164             | 950             | 12            | 35       | Canon de 12 livres (76 mm), 3x20mm                              |
| Isles         |                                                                                  |       | 112       | 12    | 545                  | 164             | 850             | 12            | 40       | Canon de 12 livres (76 mm), 3x20mm                              |
| Portuguese    | Uniao Fabril (Lisbonne) Arsenal do Alfeite (Lisbonne) Estaleiros Mónica (Aveiro) |       | 12        |       | 550                  |                 |                 | 11            | 30       | Canon de 12 livres (76 mm)                                      |
| Brazilian     |                                                                                  |       |           |       | 680                  |                 |                 | 12.5          | 40       |                                                                 |
| Castle        |                                                                                  |       |           |       | 625                  |                 |                 | 10            | 32       |                                                                 |
| Hills         |                                                                                  |       | 8         | 2     | 750                  | 181             | 970             | 11            | 35 (40?) | Canon de 12 livres (76 mm), 3x20mm                              |
| Fish          |                                                                                  |       | 8         | 1     | 670                  | 167             | 700             | 11            | 35       | Canon de 102 mm, 3x20mm                                         |
| Round Table   |                                                                                  |       | 8         | -     | 440                  | 137             | 600             | 12            | 35       | Canon de 12 livres (76 mm), 1x20mm, 2 mitrailleuses             |
| Military      |                                                                                  |       | 9         | -     | 750                  | 193             | 1000            | 11            | 40       | Canon de 102 mm, 4x20mm                                         |
| Réquisitionné |                                                                                  |       | 215       | 72    |                      |                 |                 |               |          | Ce sont des navires pris par l'Amirauté                         |

## Chalutiers réquisitionnés
Il y avait également 215 chalutiers sans classe spécifique. Ce sont des chalutiers commerciaux que l'Amirauté a réquisitionnés. La Royal Navy a classé les chalutiers réquisitionnés par fabricant, bien que ces classes soient plus diverses que les classifications navales traditionnelles. Soixante-douze chalutiers réquisitionnés ont été perdus.